# Pallamano ai Giochi della XXVII Olimpiade
I tornei olimpici di pallamano dei Giochi di Sydney si sono svolti tra il 16 settembre e il 1º ottobre 2000.
Le gare sono state ospitate dal The Dome e dal Pavilion 2 presso il parco olimpico di Sydney.
Hanno preso parte al torneo 12 formazioni maschili e 10 formazioni femminili.
Il torneo maschile è stato vinto dalla Russia, mentre il torneo femminile è stato vinto per la seconda volta consecutiva dalla Danimarca.

## Calendario
| Pallamano ai Giochi della XXVII Olimpiade | Pallamano ai Giochi della XXVII Olimpiade | Pallamano ai Giochi della XXVII Olimpiade | Pallamano ai Giochi della XXVII Olimpiade | Pallamano ai Giochi della XXVII Olimpiade | Pallamano ai Giochi della XXVII Olimpiade | Pallamano ai Giochi della XXVII Olimpiade | Pallamano ai Giochi della XXVII Olimpiade | Pallamano ai Giochi della XXVII Olimpiade | Pallamano ai Giochi della XXVII Olimpiade | Pallamano ai Giochi della XXVII Olimpiade | Pallamano ai Giochi della XXVII Olimpiade | Pallamano ai Giochi della XXVII Olimpiade | Pallamano ai Giochi della XXVII Olimpiade | Pallamano ai Giochi della XXVII Olimpiade | Pallamano ai Giochi della XXVII Olimpiade | Pallamano ai Giochi della XXVII Olimpiade | Pallamano ai Giochi della XXVII Olimpiade |
| Set/Ott'00                                | 16                                        | 17                                        | 18                                        | 19                                        | 20                                        | 21                                        | 22                                        | 23                                        | 24                                        | 25                                        | 26                                        | 27                                        | 28                                        | 29                                        | 30                                        | 1º                                        | Totale                                    |
| ----------------------------------------- | ----------------------------------------- | ----------------------------------------- | ----------------------------------------- | ----------------------------------------- | ----------------------------------------- | ----------------------------------------- | ----------------------------------------- | ----------------------------------------- | ----------------------------------------- | ----------------------------------------- | ----------------------------------------- | ----------------------------------------- | ----------------------------------------- | ----------------------------------------- | ----------------------------------------- | ----------------------------------------- | ----------------------------------------- |
| Uomini                                    | 1ºT                                       |                                           | 1ºT                                       |                                           | 1ºT                                       |                                           | 1ºT                                       |                                           | 1ºT                                       |                                           | QF                                        |                                           |                                           | SF                                        | Fin                                       |                                           | 1                                         |
| Donne                                     |                                           | 1ºT                                       |                                           | 1ºT                                       |                                           | 1ºT                                       |                                           | 1ºT                                       |                                           | 1ºT                                       |                                           |                                           | QF                                        | SF                                        |                                           | Fin                                       | 1                                         |
| Totale                                    |                                           |                                           |                                           |                                           |                                           |                                           |                                           |                                           |                                           |                                           |                                           |                                           |                                           |                                           | 1                                         | 1                                         | 2                                         |

| Gironi preliminari | Quarti di finale | Semifinali | Finali |

## Squadre partecipanti

### Torneo maschile
|                                   | Data                      | Sede     | Posti | Qualificate                                             |
| --------------------------------- | ------------------------- | -------- | ----- | ------------------------------------------------------- |
| Paese organizzatore               |                           |          | 1     | Australia                                               |
| Campionato mondiale 1999          | 1º-15 giugno 1999         | Egitto   | 7     | Svezia Russia Jugoslavia Spagna Germania Francia Egitto |
| Giochi panamericani 1999          | 31 luglio - 8 agosto 1999 | Canada   | 1     | Cuba                                                    |
| Torneo africano di qualificazione | 15-18 ottobre 1999        | Benin    | 1     | Tunisia                                                 |
| Campionato europeo 2000           | 21-31 gennaio 2000        | Croazia  | 1     | Slovenia                                                |
| Campionato asiatico 2000          | 24-30 gennaio 2000        | Giappone | 1     | Corea del Sud                                           |
| Totale                            |                           |          | 12    |                                                         |

### Torneo femminile
|                                   | Data                           | Sede                | Posti | Qualificate                               |
| --------------------------------- | ------------------------------ | ------------------- | ----- | ----------------------------------------- |
| Paese organizzatore               |                                |                     | 1     | Australia                                 |
| Campionato europeo 1998           | 11-20 dicembre 1998            | Paesi Bassi         | 1     | Danimarca                                 |
| Giochi panamericani 1999          | 31 luglio - 8 agosto 1999      | Canada              | 1     | Brasile                                   |
| Torneo africano di qualificazione | 15-18 ottobre 1999             | Benin               | 1     | Angola                                    |
| Campionato mondiale 1999          | 29 novembre - 12 dicembre 1999 | Danimarca- Norvegia | 5     | Norvegia Francia Austria Romania Ungheria |
| Campionato asiatico 2000          | 10-17 agosto 2000              | Giappone            | 1     | Corea del Sud                             |
| Totale                            |                                |                     | 10    |                                           |

## Risultati in dettaglio

### Torneo maschile
| Pos | Squadre       |
| --- | ------------- |
|     | Russia        |
|     | Svezia        |
|     | Spagna        |
| 4   | Jugoslavia    |
| 5   | Germania      |
| 6   | Francia       |
| 7   | Egitto        |
| 8   | Slovenia      |
| 9   | Corea del Sud |
| 10  | Tunisia       |
| 11  | Cuba          |
| 12  | Australia     |

### Torneo femminile
| Pos | Squadre       |
| --- | ------------- |
|     | Danimarca     |
|     | Ungheria      |
|     | Norvegia      |
| 4   | Corea del Sud |
| 5   | Austria       |
| 6   | Francia       |
| 7   | Romania       |
| 8   | Brasile       |
| 9   | Angola        |
| 10  | Australia     |

## Podi
| Evento           | Oro       | Argento  | Bronzo   |
| Torneo maschile  | Russia    | Svezia   | Spagna   |
| Torneo femminile | Danimarca | Ungheria | Norvegia |

## Medagliere
| Posizione | Paese     |   |   |   | Totale |
| --------- | --------- | - | - | - | ------ |
| 1         | Danimarca | 1 | 0 | 0 | 1      |
| 1         | Russia    | 1 | 0 | 0 | 1      |
| 3         | Svezia    | 0 | 1 | 0 | 1      |
| 3         | Ungheria  | 0 | 1 | 0 | 1      |
| 5         | Norvegia  | 0 | 0 | 1 | 1      |
| 5         | Spagna    | 0 | 0 | 1 | 1      |
| Totale    | Totale    | 2 | 2 | 2 | 6      |